# Кисіль
Кисі́ль (розм. холоди́к) — драглиста страва або напій з ягідного або фруктового сиропу, молока тощо з домішкою крохмалю.
У давнину — драглиста страва з ферментованого вівсяного борошна.
Кисіль подають на десерт. Крохмаль, який у натуральному вигляді знаходиться у киселях, засвоюється дуже швидко та сприяє кращій роботі шлунку. Кисіль включено до всіх дієт, пов'язаних із кишковими захворюваннями.

## Історія й вжиток
Кисіль — це одна з найдавніших слов'янських щоденних страв.
Спочатку кисіль готувався з вівсяних зерен. Їх підсмажували, мололи, відсіювали, дрібне борошно запарювали окропом, охолоджували до теплого стану, додавали шматок хліба і залишали на ніч заквашуватися в теплому місці.
Саме тому, що тісто мало добре вкиснути перед варінням, ця страва й дістала свою назву.
Свіжозварений кисіль заправляли конопляною або маковою олією, маковим або конопляним молоком, для чого зерна маку або конопель розтирали в макітрі до однорідної маси, яку розводили теплою водою, добре розмішували, відстоювали та проціджували. Така рідина мала сивий колір, а на смак нагадувала молоко, розведене водою. Їли кисіль також із хріном або цибулею, злегка підсоливши.
Для того щоб зробити кисло-солодкий кисіль, до нього додавали ягоди, мед або варені сухофрукти, розливали у миски й охолоджували.
Робили кисіль густим. Пізніше його почали готувати з картопляного крохмалю. Свіжі чи сушені фрукти варили до готовності. У киплячий узвар додавали картопляне борошно, розведене у невеликій кількості холодної води. Коли рідина загусала, кисіль вважався готовим. Такий спосіб приготування киселю існує й зараз.
Кисіль завжди вважався незмінною стравою на урочистому частуванні. Його подають останнім. Це своєрідний знак закінчення застілля. Крім того, кисіль сприяє кращому травленню і не залишає неприємних відчуттів у шлунку після ситної трапези. Фруктові та ягідні киселі, з'явилися порівняно недавно — на початку минулого століття, коли їх стали готувати на основі картопляного крохмалю.

## Види киселю
Залежно від кількості крохмалю киселі поділяють на густі, середньої густини, напіврідкі.
Густі киселі найчастіше готують молочні, рідше фруктово-ягідні. Для приготування 1 кг густого киселю беруть 60-80 г картопляного крохмалю. У сироп додають розведений крохмаль, варять не менше 5 хв., помішуючи, при незначному нагріванні, щоб повністю відбулася його клейстеризація, злегка охолоджують, розливають у порціонні формочки, у великі форми чи лотки, які змочують холодною перевареною водою, і посипають цукром, потім охолоджують. Перед подаванням кисіль відокремлюють ножем від форми або бортів лотка, перевертають і, злегка струшуючи, обережно перекладають у підготовлений посуд. Подають на десертній тарілці чи в креманці, поливають фруктово-ягідним сиропом або окремо подають вершки, холодне молоко.
Киселі середньої густини найпоширеніші. На 1 кг киселю потрібно 35-50 г картопляного крохмалю. Ледь охолоджений кисіль розливають у склянки або креманки. Поверхню посипають цукром, щоб запобігти утворенню на ній плівки.
Напіврідкі киселі використовують переважно як підливи до круп'яних страв, страв з сиру. На 1 л киселю потрібно 20-40 г крохмалю. Щоб зберегти вітамін С, який міститься в плодах і ягодах, а також барвники з соковитих ягід відтискають сік, а з решти фруктів готують пюре, усе це зберігають у холодильній шафі і додають у кисіль після запарювання крохмалю.
Киселі з журавлини, смородини, вишень, чорниць готують так: відтискають сік, з вичавок готують відвар, на його основі варять сироп, заварюють крохмаль, змішують готовий кисіль із соком і охолоджують. Для киселів з полуниць, суниць, малини, ожини ягоди протирають, з вичавок готують відвар, проціджують, додають цукор, доводять до кипіння, вливають крохмаль, знову доводять до кипіння, з'єднують гарячий кисіль з фруктовим пюре і охолоджують.
Кисіль буде мати однорідну консистенцію, якщо розведений крохмаль вливати не в середину посудини з сиропом, а ближче до її стінок при постійному помішуванні.
Рідкі киселі і киселі середньої густини після введення крохмалю не кип'ятіть, а тільки доведіть до кипіння — вони збережуть свою консистенцію.
Для приготування киселів з аличі, кизилу, слив, абрикос, яблук та інших фруктів їх промивають, проварюють (запікають), проціджують, протирають, змішують відвар з пюре і цукром, заварюють з крохмалем, охолоджують.